# Чеснокова, Ольга Станиславовна
Ольга Станиславовна Чеснокова (род. 26 августа 1958, Москва) — советский и российский ученый, лингвист, доктор филологических наук, профессор. Автор научных трудов по теории и практике межкультурной коммуникации, вариативности испанского языка, семиотике художественного текста, фольклору, ономастике, переводоведению.

## Биография
Родилась 26 августа 1958 года в семье геологов.
В 1981 г. окончила с отличием историко-филологический факультет УДН имени Патриса Лумумбы по специальности «Лингвистика», обучалась в очной аспирантуре по кафедре общего языкознания.
В 1985 г. защитила кандидатскую диссертацию «Русские и испанские формы обращения — наименования родства».
В 2007 г. защитила докторскую диссертацию на тему «Отражение языковой картины мира в развитии лексической системы мексиканского национального варианта испанского языка».
С 1985 г. по настоящее время работает на кафедре иностранных языков филологического факультета РУДН.

## Научная деятельность
- Член Ассоциации испанистов России (Asociación de Hispanistas de Rusia)
- Член Международной ассоциации по изучению диалога (International Association for Dialogue Analysis, IADA)
- Член Ассоциации по исследованию испанского языка для специальных целей (GERES : Groupe d'Étude et de Recherche en Espagnol de Spécialité).
- Член экспертного совета ВАК РФ по филологии и искусствознанию.
- Председатель диссертационного совета ПДС 0500.006 РУДН по научным специальностям: 5.9.5. Русский язык. Языки народов России (филологические науки); 5.9.6. Языки народов зарубежных стран (романские языки) (филологические науки); 5.9.8. Теоретическая, прикладная и сравнительно-сопоставительная лингвистика (филологические науки).
- Член редколлегии журналов «Вестник РУДН. Серия Русский и иностранные языки и методика преподавания», «Филологические науки в МГИМО» (входят в список ВАК), «Дискурс профессиональной коммуникации», «Вестник САФУ».

Выявила типологические особенности топонимии Латинской Америки, рассматриваемые на основе системно-функционального подхода (автохтонные названия; названия, появившиеся в период завоевания Латинской Америки европейцами; названия периода государственной независимости), что допускает их различные структурные, понятийные и аллюзивные комбинации. Данный подход был апробирован автором на материале мексиканского, колумбийского, коста-риканского, иных южноамериканских вариантов испанского языка и бразильского национального варианта португальского языка, а также на материале испаноязычной топонимии США, топонимии англоязычной и франкоязычной Канады.
Чесноковой О. С. модифицирована и апробирована методика сопоставления переводов художественного текста в парадигме «русский-испанский-английский языки» с использованием методики обратного перевода на материале разножанровых текстов испанской, латиноамериканской и русской литературы.
Разработана и апробирована методика анализа художественного дискурса через устанавливаемые в нем ведущие семиотические коды на материале разножанровых текстов испанской, латиноамериканской и русской литературы. Это отражено в монографии «Интерпретация художественного текста: Русско-испанский диалог»: монография / О. С. Чеснокова. — М.: ИНФРА-М., 2018. — 174 с. (Научная мысль).
Автор монографий и учебных пособий. Имеет более 270 научных публикаций, в том числе в зарубежных изданиях и более 1000 цитирований. Индекс Хирша — 16
Под руководством Чесноковой О. С. защищены 19 кандидатских и 1 докторская диссертация по специальностям 10.02.05 — романские языки; 10.02.20 — сравнительно-историческое , типологическое и сопоставительное языкознания; 10.02.19 — теория языка.

## Награды
- 2 золотые медали «Лауреат ВВЦ»
- Благодарность Оргкомитета Международной Ассоциации «Глобальные университеты» за привлечение талантливой молодежи на программы аспирантуры российских университетов.
- Победитель в номинации «Лучший в науке» (РУДН), 2020 г.
- 19 июня 2023 года приказом № 427 к\н Минобрнауки России присвоено звание «Почетный работник сферы образования Российской Федерации»

## Основные публикации и книги
- Чеснокова О. С. «Зеркало для героя», или художественная биография Р. Куэрво (по роману Ф. Вальехо «El cuervo blanco») // Вестник Томского государственного университета. Филология. 2021. № 73. С. 154—174. DOI: 10.17223/19986645/73/9
  - Репозиторий РУДН
- Чеснокова О. С. «Колумбия в мире испанского языка» М.: Ленанд, 2021. 118 с. ISBN 978-5-9710-8855-4.
  - Видео о книге на Youtube
- Чеснокова О. С. «Испанский язык Мексики: языковая картина мира» М.: Ленанд, 2021. 240 с.
  - Видео о книге на Youtube
- Чеснокова О. С., «Словарь персоналий Тихоокеанского Альянса= Diccionario de personalidades de la Alianza del Pacífico» / Чеснокова О. С., Радович М., Талавера Ибарра П. Л.; под ред. О. С. Чесноковой. — М.: РУДН, 2020. −349 с. ISBN 978-5-209-09780-8
- Чеснокова О. С. «Основы лексикологии испанского языка. Теория и практика (на испанском языке)» М.: Ленанд, 2021. 120 с.
  - Видео о книге на Youtube
- Чеснокова О. С. «Интерпретация художественного текста: русско-испанский диалог: Монография» М.: ИНФРА-М, 2018. — 174 с.
- Чеснокова О. С. «Введение в историю и культуру Испании» 2004. 80 с. ISBN 5-209-02477-6.
- Чеснокова О. С. // Chesnokova O.S. «Введение в мир испанского языка // Aproximación al mundo hispanohablante» Изд. 3, испр. и доп. URSS. 2021. 80 с. ISBN 978-5-9710-7550-9.
  - Видео о книге на youtube